# Limepomera quadridens
Limepomera quadridens är en skalbaggsart som beskrevs av Louis Burgeon 1946. Limepomera quadridens ingår i släktet Limepomera och familjen Melolonthidae. Inga underarter finns listade i Catalogue of Life.